# Gunnar Ljunggren
Gunnar Ljunggren (ur. 17 stycznia 1924 w Forsheda w gminie Värnamo, zm. 14 sierpnia 2006) – szwedzki lekkoatleta, chodziarz.
Jego starsi bracia John i Verner byli utytułowanymi chodziarzami: John trzykrotnym medalistą olimpijskim i dwukrotnym medalistą mistrzostw Europy, a Verner medalistą mistrzostw Europy. 
Gunnar Ljunggren wziął udział w chodzie na 10 000 metrów na mistrzostwach Europy w 1954 w Bernie, w którym zajął 13. miejsce.
Wziął udział w trzech meczach międzynarodowych.